# Mikkeli Bouncers 2022
Questa voce raccoglie le informazioni riguardanti i Mikkeli Bouncers nelle competizioni ufficiali della stagione 2022.

## Maschile

### II-divisioona 2022

#### Stagione regolare
| Kokkola 5 giugno 2022, ore 17:00 1ª giornata | Karleby Goats | 0 – 46 | Mikkeli Bouncers | Kirkonmäen kenttä |

| Mikkeli 11 giugno 2022, ore 13:00 2ª giornata | Mikkeli Bouncers | 24 – 21 | Pirkkala Spartans | Urpolan tekonurmi |

| Rovaniemi 19 giugno 2022, ore 16:00 3ª giornata | Rovaniemi Nordmen | 28 – 18 | Mikkeli Bouncers | Susivouti |

| Mikkeli 16 luglio 2022, ore 13:00 5ª giornata | Mikkeli Bouncers | 30 – 0 (a tavolino) | Seinäjoki Gators | Urpolan tekonurmi |

| Oulu 23 luglio 2022, ore 12:30 6ª giornata | Oulu Northern Lights | 28 – 12 | Mikkeli Bouncers | Castrenin urheilukeskus |

| Mikkeli 30 luglio 2022, ore 13:00 7ª giornata | Mikkeli Bouncers | 55 – 7 | Milky City Farmers | Urpolan tekonurmi |

#### Playoff
| Helsinki 7 agosto 2022, ore 16:00 Quarti di finale | Helsinki Wolverines Blue | 22 – 8 | Mikkeli Bouncers | Velodromo di Helsinki |

### Statistiche di squadra
| Competizione      | %Vittorie | In casa | In casa | In casa | In casa | In casa | In casa | In trasferta | In trasferta | In trasferta | In trasferta | In trasferta | In trasferta | Totale | Totale | Totale | Totale | Totale | Totale |
| Competizione      | %Vittorie | G       | V       | N       | P       | Pf      | Ps      | G            | V            | N            | P            | Pf           | Ps           | G      | V      | N      | P      | Pf     | Ps     |
| ----------------- | --------- | ------- | ------- | ------- | ------- | ------- | ------- | ------------ | ------------ | ------------ | ------------ | ------------ | ------------ | ------ | ------ | ------ | ------ | ------ | ------ |
| Stagione regolare | .667      | 3       | 3       | 0       | 0       | 109     | 28      | 3            | 1            | 0            | 2            | 76           | 56           | 6      | 4      | 0      | 2      | 185    | 84     |
| Playoff           | .000      | 0       | 0       | 0       | 0       | 0       | 0       | 1            | 0            | 0            | 1            | 8            | 22           | 1      | 0      | 0      | 1      | 8      | 22     |
| Totale            | .571      | 3       | 3       | 0       | 0       | 109     | 28      | 4            | 1            | 0            | 3            | 84           | 78           | 7      | 4      | 0      | 3      | 193    | 106    |

## Femminile

### Naisten Vaahteraliiga 2022

#### Stagione regolare
| Mikkeli 15 maggio 2022, ore 14:00 1ª giornata | Mikkeli Bouncers | 14 – 0 (7-0 7-0 0-0 0-0) referto | West Coast Phoenix | Urpolan tekonurmi (70 spett.)\| Arbitro: \| T. Heiskanen \| |
| Arbitro:                                      | T. Heiskanen     |                                  |                    |                                                             |

| Mikkeli 22 maggio 2022, ore 14:00 2ª giornata | Mikkeli Bouncers | 27 – 14 (0-0 7-8 7-0 13-6) referto | Tampere Saints | Urpolan tekonurmi (69 spett.)\| Arbitro: \| T. Lindroos \| |
| Arbitro:                                      | T. Lindroos      |                                    |                |                                                            |

| Helsinki 29 maggio 2022, ore 12:00 3ª giornata | Helsinki Wolverines | 32 – 0 (6-0 20-0 6-0 0-0) referto | Mikkeli Bouncers | Velodromo di Helsinki (59 spett.)\| Arbitro: \| R-V Suojanen \| |
| Arbitro:                                       | R-V Suojanen        |                                   |                  |                                                                 |

| Mikkeli 12 giugno 2022, ore 14:00 4ª giornata | Mikkeli Bouncers | 0 – 29 (0-7 0-6 0-0 0-16) referto | Turku Trojans | Urpolan tekonurmi (70 spett.)\| Arbitro: \| J. Lehtinen \| |
| Arbitro:                                      | J. Lehtinen      |                                   |               |                                                            |

| Lohja 19 giugno 2022, ore 15:00 5ª giornata | Lohja Lionesses | 0 – 40 (0-13 0-6 0-8 0-13) referto | Mikkeli Bouncers | Harjun nurmikenttä (102 spett.)\| Arbitro: \| K. Kivimaa \| |
| Arbitro:                                    | K. Kivimaa      |                                    |                  |                                                             |

| Tampere 2 luglio 2022, ore 12:00 6ª giornata | Tampere Saints | 24 – 7 (0-7 12-0 6-0 6-0) referto | Mikkeli Bouncers | Pyynikin urheilukenttä (106 spett.)\| Arbitro: \| Nik. Olsson \| |
| Arbitro:                                     | Nik. Olsson    |                                   |                  |                                                                  |

| Raisio 9 luglio 2022, ore 14:00 7ª giornata | West Coast Phoenix | 6 – 38 (0-12 0-8 6-18 0-0) referto | Mikkeli Bouncers | Kerttulan urheilukenttä (20 spett.) |

| Mikkeli 17 luglio 2022, ore 14:00 8ª giornata | Mikkeli Bouncers | 0 – 50 (0-6 0-6 0-24 0-14) referto | Helsinki Wolverines | Urpolan tekonurmi (70 spett.)\| Arbitro: \| J-P Schroderus \| |
| Arbitro:                                      | J-P Schroderus   |                                    |                     |                                                               |

| Mikkeli 24 luglio 2022, ore 14:00 9ª giornata | Mikkeli Bouncers | 8 – 28 (0-7 8-7 0-7 0-7) referto | Lohja Lionesses | Urpolan tekonurmi (50 spett.)\| Arbitro: \| V. Lamminsalo \| |
| Arbitro:                                      | V. Lamminsalo    |                                  |                 |                                                              |

| Turku 21 agosto 2022, ore 18:00 10ª giornata | Turku Trojans | 17 – 0 (7-0 7-0 3-0 0-0) referto | Mikkeli Bouncers | Yläkenttä (75 spett.)\| Arbitro: \| J. Holmberg \| |
| Arbitro:                                     | J. Holmberg   |                                  |                  |                                                    |

#### Playoff
| Helsinki 27 agosto 2022, ore 12:00 Semifinale | Helsinki Wolverines | 26 – 0 (0-0 20-0 6-0 0-0) referto | Mikkeli Bouncers | Velodromo di Helsinki (132 spett.)\| Arbitro: \| Lehtinen \| |
| Arbitro:                                      | Lehtinen            |                                   |                  |                                                              |

### Statistiche di squadra
| Competizione      | %Vittorie | In casa | In casa | In casa | In casa | In casa | In casa | In trasferta | In trasferta | In trasferta | In trasferta | In trasferta | In trasferta | Totale | Totale | Totale | Totale | Totale | Totale |
| Competizione      | %Vittorie | G       | V       | N       | P       | Pf      | Ps      | G            | V            | N            | P            | Pf           | Ps           | G      | V      | N      | P      | Pf     | Ps     |
| ----------------- | --------- | ------- | ------- | ------- | ------- | ------- | ------- | ------------ | ------------ | ------------ | ------------ | ------------ | ------------ | ------ | ------ | ------ | ------ | ------ | ------ |
| Stagione regolare | .400      | 5       | 2       | 0       | 3       | 49      | 121     | 5            | 2            | 0            | 3            | 85           | 79           | 10     | 4      | 0      | 6      | 134    | 200    |
| Playoff           | .000      | 0       | 0       | 0       | 0       | 0       | 0       | 1            | 0            | 0            | 1            | 0            | 26           | 1      | 0      | 0      | 1      | 0      | 26     |
| Totale            | .364      | 5       | 2       | 0       | 3       | 49      | 121     | 6            | 2            | 0            | 4            | 85           | 105          | 11     | 4      | 0      | 7      | 134    | 226    |

### Statistiche personali

#### Marcatrici
| Giocatore   | Ruolo | TD rush | TD recv | TD int | TD p.ret | TD k.ret | TD oth | Xp1 | Xp2 | FG | Saf | Totale |
| ----------- | ----- | ------- | ------- | ------ | -------- | -------- | ------ | --- | --- | -- | --- | ------ |
| Kemppi      |       | 15      | 0       | 0      | 0        | 0        | 0      | 0   | 1   | 0  | 0   | 92     |
| Korhonen    |       | 1       | 1       | 0      | 0        | 0        | 0      | 0   | 0   | 0  | 0   | 12     |
| N. Sutinen  |       | 0       | 0       | 0      | 0        | 0        | 0      | 8   | 0   | 0  | 0   | 8      |
| Kolehmainen |       | 1       | 0       | 0      | 0        | 0        | 0      | 0   | 0   | 0  | 0   | 6      |
| A. Pajunen  |       | 0       | 0       | 0      | 0        | 0        | 1      | 0   | 0   | 0  | 0   | 6      |
| E. Pasanen  |       | 0       | 1       | 0      | 0        | 0        | 0      | 0   | 0   | 0  | 0   | 6      |
| A. Alm      |       | 0       | 0       | 0      | 0        | 0        | 0      | 0   | 1   | 0  | 0   | 2      |

#### Passer rating
| Giocatore   | G   | Att    | Comp  | Int | Yds    | TD  | NFL   | NCAA  |
| ----------- | --- | ------ | ----- | --- | ------ | --- | ----- | ----- |
| Kolehmainen | 7+1 | 127+24 | 39+11 | 6+3 | 305+95 | 2+0 | 21,76 | 47,81 |
| A. Alm      | 4   | 18     | 1     | 1   | 34     | 0   | 16,44 | 10,31 |
| J. Kuitunen | 1   | 5      | 1     | 0   | 3      | 0   |       |       |
| Kemppi      | 2   | 2      | 0     | 1   | 0      | 0   |       |       |
| Korhonen    | 1   | 1      | 0     | 0   | 0      | 0   |       |       |